# Lirularia succincta
Lirularia succincta är en snäckart som först beskrevs av Carpenter 1864.  Lirularia succincta ingår i släktet Lirularia och familjen pärlemorsnäckor. Inga underarter finns listade i Catalogue of Life.